# Erick Blandón
Erick Blandón Guevara (Matagalpa, 1951) es un escritor, catedrático e investigador nicaragüense.

## Biografía
Obtuvo su título en ciencias de la educación en la Universidad Nacional Autónoma de Nicaragua y más tarde cursó una maestría en escritura creativa, en la Universidad de Texas en El Paso. Durante su juventud participó en las protestas estudiantiles para derrocar a la dictadura de la familia Somoza.
Empezó su carrera literaria con la publicación de su poemario Aladrarivo, en 1975. A este le siguieron Juegos prohibidos (1982) y Las maltratadas palabras (1990). Entre las temáticas de sus poemas se encuentra la exaltación homoerótica de guerreros clásicos, como Alejandro Magno, Aquiles y Patroclo.
En 1994 publicó la colección de cuentos eróticos Misterios gozosos, mientras que en 1997 fue el turno de la novela Vuelo de cuervos. Esta obra sigue la historia de un poeta a quien le piden documentar los acontecimientos durante una operación militar ordenada por el gobierno Sandinista para evacuar de forma forzada a los indígenas misquitos como forma de defensa ante la contrarrevolución, hecho que desemboca en violaciones sistemáticas de los derechos de estas comunidades. El académico David Rocha ha identificado en particular en la novela un intento consciente por darle importancia a los liderazgos femeninos, así como elementos homeróticos y paródicos de la imagen de la masculinidad presente en los tiempos de la Revolución Sandinista.
Su obra ensayística se centró en temas como la deconstrucción cultural nacional, particularmente en obras como Barroco descalzo. Colonialidad, sexualidad, género y raza en la construcción de la hegemonía cultural en Nicaragua (2003). Dentro de esta línea también abordó la vida y obra del poeta nicaragüense Rubén Darío en su libro Discursos transversales. La recepción de Rubén Darío en Nicaragua (2011), que en 2016 fue reeditado bajo el título Rubén Darío: un cisne entre gavilanes.

## Obras

### Poesía
- Aladrarivo (1975)
- Juegos prohibidos (1982)
- Las maltratadas palabras (1990)

### Narrativa
- Misterios gozosos (1994), cuentos
- Vuelo de cuervos (1997), novela

### Ensayo
- Barroco descalzo. Colonialidad, sexualidad, género y raza en la construcción de la hegemonía cultural en Nicaragua (2003)
- Discursos transversales. La recepción de Rubén Darío en Nicaragua (2011)